# Edicions Robrenyo
Edicions Robrenyo va ser una editorial de vida efímera (1974-1985) centrada inicialment en la publicació en llengua catalana d'obres mestres del teatre universal modern.

## Història
Oficialment Edicions Robrenyo va ser fundada el 1974 a Mataró per Salvador Serres Sanz; en realitat, la nova casa editora pertanyia a Jordi Casals i Closas, el qual, a causa de la seva militància clandestina al PSUC, que li havia costat ja dos mesos de presó el 1969, designà prudentment Serres com a testaferro. El 1978, mort Franco i iniciada ja la transició democràtica, Jordi Casals va assumir la propietat i la direcció de l'empresa.

## Catàleg

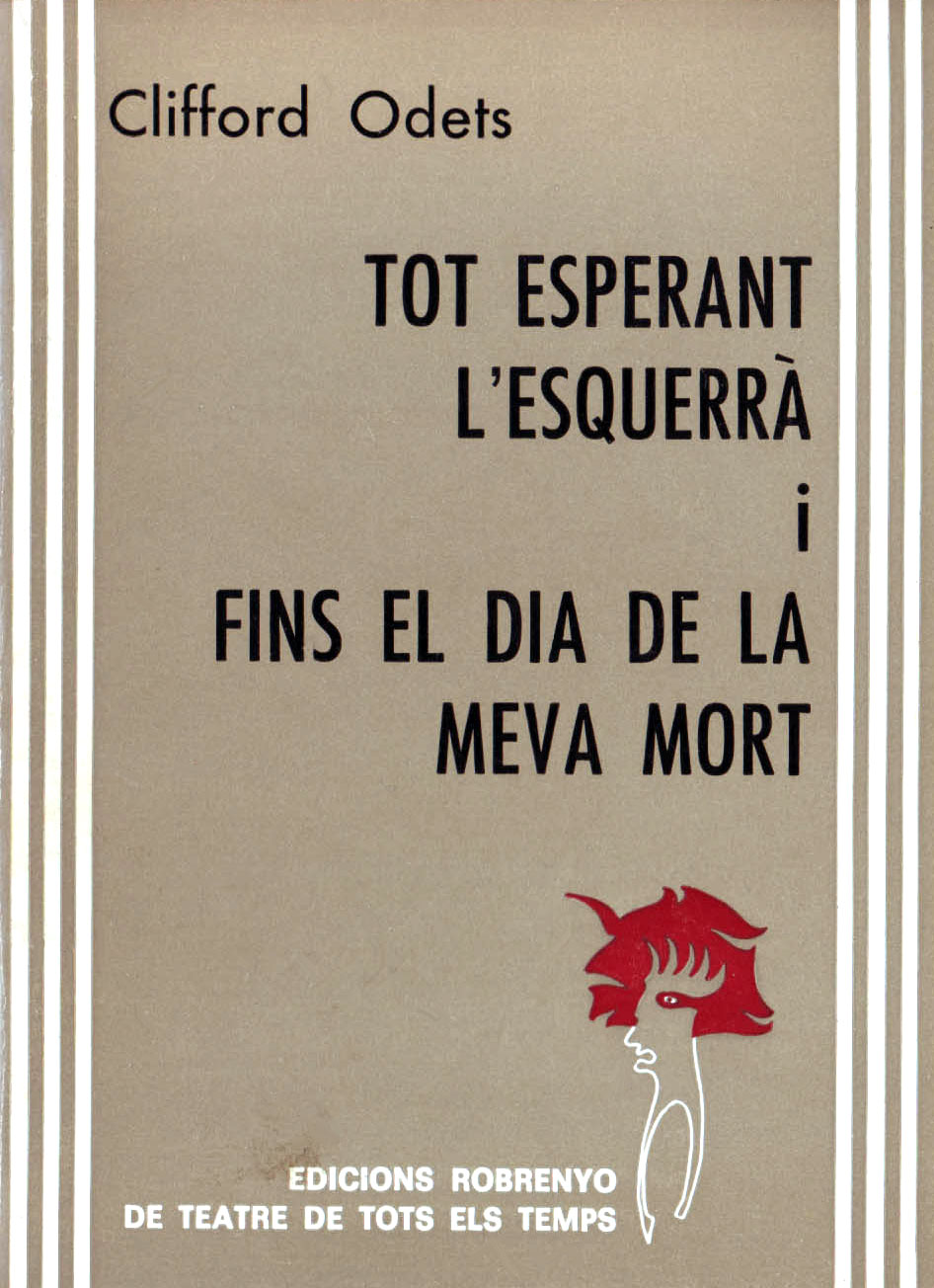
Títol número 8 de la col·lecció Teatre de tots els temps d'Edicions Robrenyo, publicat el 1977.

El més emblemàtic del catàleg d'Edicions Robrenyo va ser la col·lecció Teatre de Tots els Temps, en què es van editar en llengua catalana un total de vint-i-set peces teatrals. La col·lecció es va inclinar per figures polèmiques o marginals del teatre europeu, rus i nord-americà, des del drama isabelí de Christopher Marlowe fins a les propostes més avantguardistes del segle XX; alguns dels autors editats foren Alfred de Musset, George Bernard Shaw, August Strindberg, Luigi Pirandello, Bertolt Brecht i Clifford Odets.
Els textos d'aquests dramaturgs estrangers anaven sovint precedits per un estudi concís de l'autor i de la seva obra a càrrec d'un crític expert o del mateix traductor. D'entre els dramaturgs catalans del moment inclosos a la col·lecció cal destacar Josep Maria Benet i Jornet, Agustí Bartra, Carles Reig, Francesc Castells i Antoni Ribas.
Després de reprendre Jordi Casals les regnes de l'empresa, el segell va apostar per la diversificació i la creació de noves col·leccions i sèries: El Fanal de Gas (poesia), Laberints Oberts (assaig), la Sèrie Fructuós Gelabert (cinema) i la Sèrie Nova de Narrativa, entre d'altres.